# Ithycyphus
Ithycyphus este un gen de șerpi din familia Colubridae.

Cladograma conform Catalogue of Life:
| Ithycyphus | \| \| Ithycyphus blanci \| \| \| \| \| \| Ithycyphus goudoti \| \| \| \| \| \| Ithycyphus miniatus \| \| \| \| \| \| Ithycyphus oursi \| \| \| \| \| \| Ithycyphus perineti \| \| \| \| |
|            | \| \| Ithycyphus blanci \| \| \| \| \| \| Ithycyphus goudoti \| \| \| \| \| \| Ithycyphus miniatus \| \| \| \| \| \| Ithycyphus oursi \| \| \| \| \| \| Ithycyphus perineti \| \| \| \| |
|            | Ithycyphus blanci |
|            | |
|            | Ithycyphus goudoti |
|            | |
|            | Ithycyphus miniatus |
|            | |
|            | Ithycyphus oursi |
|            | |
|            | Ithycyphus perineti |
|            | |